# Harold Snepsts
Harold John Snepsts (* 24. Oktober 1954 in Edmonton, Alberta) ist ein ehemaliger kanadischer Eishockeyspieler und -trainer sowie derzeitiger -scout, der während seiner aktiven Karriere zwischen 1972 und 1991 unter anderem 1126 Spiele für die Vancouver Canucks, Minnesota North Stars, Detroit Red Wings und St. Louis Blues in der National Hockey League auf der Position des Verteidigers bestritten hat. Darüber hinaus arbeitete er zwischen 1991 und 2000 auf verschiedenen Trainerpositionen in der National Hockey League, International Hockey League und Western Hockey League. Seit Beginn der Saison 2005/06 ist Snepsts als Scout im Amateurbereich für sein Ex-Team Vancouver Canucks tätig.

## Karriere
Snepsts verbrachte seine Juniorenzeit zwischen 1972 und 1974 bei den Edmonton Oil Kings in der Western Canada Hockey League. Nach Beendigung seiner Juniorenkarriere wurde er sowohl im NHL Amateur Draft 1974 von den Vancouver Canucks als auch WHA Amateur Draft 1974 von den Indianapolis Racers ausgewählt. Der Verteidiger entschied sich in der Folge, einen Vertrag bei den Vancouver Canucks aus der National Hockey League zu unterzeichnen. Nach einigen Einsätzen im Farmteam, den Seattle Totems in der Central Hockey League, schaffte der 20-Jährige den Sprung in den NHL-Kader. Diesem gehörte er die folgenden zehn Jahre bis zum Ende der Spielzeit 1983/84 an, ehe er im Tausch für Al MacAdam zu den Minnesota North Stars transferiert wurde. Während seiner Zeit in Vancouver nahm Snepsts zweimal am NHL All-Star Game teil und erreichte mit den Canucks in der Saison 1981/82 das Finale um den Stanley Cup. Dort unterlag Vancouver den New York Islanders.
Bei den Minnesota North Stars verbrachte der Abwehrspieler lediglich eine Saison, um dann als Free Agent für die folgenden drei Jahre bis zum Sommer 1988 zu den Detroit Red Wings zu wechseln. Anschließend kehrte er erneut als Free Agent zu seinem Ex-Team nach Vancouver zurück. Sein zweiter Aufenthalt in Vancouver endete jedoch nach eineinhalb Spielzeiten, da er im März 1990 gemeinsam mit Rich Sutter und einem Zweitrunden-Wahlrecht im NHL Entry Draft 1990 an die St. Louis Blues abgegeben wurde. Im Gegenzug wechselten Adrien Plavsic, ein Erstrunden-Wahlrecht desselben Drafts sowie ein Zweitrunden-Wahlrecht im NHL Entry Draft 1991 zu den Canucks. Im Trikot der Blues beendete der Defensivakteur nach dem Spieljahr 1990/91 im Alter von 36 Jahren seine aktive Karriere.
Nach seinem Karriereende verblieb Snepsts jedoch im Franchise der St. Louis Blues und fungierte in der Saison 1991/92 als Cheftrainer des Farmteams Peoria Rivermen in der International Hockey League. Im Jahr darauf stieg er zum Assistenztrainer der St. Louis Blues unter den Cheftrainern Bob Plager und Bob Berry auf, ehe er wieder in die IHL zurückkehrte und dort in der Spielzeit 1993/94 die San Diego Gulls hauptverantwortlich betreute. Der ehemalige Verteidiger pausierte danach und arbeitete erst mit Beginn der Saison 1998/99 wieder als Cheftrainer für die Portland Winter Hawks aus der Western Hockey League. Dort wurde er im Verlauf der folgenden Spielzeit entlassen. Snepsts nahm daraufhin erneut eine Auszeit und kehrte zur Saison 2005/06 als Scout in die Organisation der Vancouver Canucks zurück.

## Erfolge und Auszeichnungen
- 1977 Teilnahme am NHL All-Star Game
- 1982 Teilnahme am NHL All-Star Game

## Karrierestatistik
(Legende zur Spielerstatistik: Sp oder GP = absolvierte Spiele; T oder G = erzielte Tore; V oder A = erzielte Assists; Pkt oder Pts = erzielte Scorerpunkte; SM oder PIM = erhaltene Strafminuten; +/− = Plus/Minus-Bilanz; PP = erzielte Überzahltore; SH = erzielte Unterzahltore; GW = erzielte Siegtore; 1 Play-downs/Relegation; Kursiv: Statistik nicht vollständig)